# La Immaculada de Cal Vidal
La Immaculada de Cal Vidal o església de la Puríssima Concepció és una església de culte catòlic de la Colònia Vidal, al municipi de Puig-reig, situada a la Plaça de la Puríssima Concepció, la plaça principal de la colònia. Fou construïda el 1946, en un estil historicista, per al culte dels treballadors de la colònia.

## Descripció
L'església de la Immaculada de Cal Vidal és d'estil neoromànic, amb planta de creu llatina. És de tres naus, amb la central el doble d'ample que les dues laterals i té una quarta nau més curta fent de transsepte, i cada nau està rematada per un absis. Als peus del temple hi ha un nàrtex sota del cor. Les naus tenen volta de canó reforçada amb arcs formers, i el creuer té un cimbori de planta quadrangular. Els tres absis són coberts amb cúpula de quart d'esfera. La façana dona a la plaça de la colònia.
Les parets del temple són construïdes amb carreus de pedra regulars, amb sòcol de tres filades de carreus amb les juntures d'estuc. Pel que fa a la façana, està organitzada en un clar eix vertical marcat per la portalada i una arcada disposada en una alçada superior a la vegada que mostra tres carrers verticals disposats en un eix de simetria, i la porta central es d'arc de mig punt, amb arquivoltes, decorades amb relleus geomètrics; destaquen els relleus escultòrics dels muntants, que representen dos dels quatre elements del tetramorfs, a la dreta veiem l'àngel (que representa sant Mateu), a l'esquerra, el bou (representant a Sant Lluc). Els altres dos apareixen en l'espai entre la porta i les finestres, a la dreta l'àliga de Sant Joan i a l'esquerra el lleó de Sant Marc. A la façana lateral de ponent trobem un campanar d'espadanya composta per dues obertures amb brancals i ampit rectes i llindes amb forma d'arc de mig punt on hi ha encabides les campanes.